# Massacri di settembre
(Adolphe Thiers, Histoire de la révolution française, Tomo II, Capitolo I, Bruxelles, 1834.)
Per stragi di settembre o massacri di settembre si intende l'esecuzione sommaria di seimila detenuti, supposti partigiani del re, stipati nelle carceri parigine (tra cui le cucine della Conciergerie), o assassinati in altri luoghi della Francia, tra il 2 e il 6 settembre del 1792.

## Storia
I massacri furono il prodotto della violenta reazione della popolazione della capitale francese alle notizie che giungevano dal fronte sul disastroso andamento della guerra contro la Prussia (presa di Longwy, assedio di Verdun) e sul tentativo di insurrezione della Vandea. Già nel 1789 vi erano state esecuzioni sommarie da parte dei sanculotti, ma dopo il massacro del Campo di Marte e la giornata del 10 agosto 1792 che rovesciò la monarchia la violenza politica si ripresentò.
Il diffondersi del panico e la psicosi del complotto controrivoluzionario, spinsero la folla ad assalire le prigioni di Parigi (l'Abbaye-aux-Bois, l'Hôtel des Carmes, la Prison de la Force, l'ex seminario di Saint-Firmin, la Conciergerie, lo Châtelet, la Salpêtrière): dopo un sommario processo celebrato da un tribunale del popolo presieduto da Stanislas-Marie Maillard, la folla si abbandonò a massacri che durarono dal 2 al 6 settembre. Venne uccisa quasi la metà dei detenuti, mentre le autorità assistevano passivamente. Episodi simili si verificarono anche a Orléans, in Normandia, Meaux e Reims. Parteciparono famosi rivoluzionari come Théroigne de Méricourt.
Molti dei caduti erano considerati criminali comuni anche se in realtà si scoprì dopo erano per lo più cittadini francesi non proletari (furono prelevati anche intere famiglie, tra cui anziani e bambini) e per questo ritenuti sospetti: in maggioranza nobili e ricchi borghesi, e numerosi erano anche i preti cosiddetti "refrattari" (che non avevano cioè accettato la costituzione civile del clero). Tra le vittime eccellenti Maria Teresa Luisa di Savoia-Carignano, principessa di Lamballe, il barone di Ville-d'Avray, i vescovi Jean-Marie du Lau d'Alleman, Pierre-Louis e François-Joseph de La Rochefoucauld e l'abate Ambroise-Augustin Chevreux.
I girondini ritennero Georges Jacques Danton e Jean-Paul Marat colpevoli di aver sobillato la folla. I "massacri di settembre" vengono considerati la prima manifestazione spontanea del Terrore giacobino. Molti dei massacri furono tuttavia fomentati, probabilmente a tavolino, da alcuni uomini come l'avvocato Sulpice Huguenin, il futuro proconsole "termidoriano" Jean-Lambert Tallien e il segretario di allora del Comune di Parigi, Jean Claude Hippolyte Méhée de La Touche, ambiguo giornalista ed ex spia in Russia per conto di Mirabeau e La Fayette, nonché attivo anche come agente provocatore monarchico e infiltrato; de La Touche partecipò anche alla presa della Bastiglia e all'assalto alle Tuileries nella giornata del 10 agosto 1792; dopo la caduta di Robespierre fu un accanito propagandista antigiacobino durante il Terrore bianco.

## Conseguenze
Mentre Marat non prese le distanze, Danton rigettò le accuse; Bertrand Barère tentò di far incriminare Tallien ed Hébert.

Quando Charlotte Corday pugnalò a morte Marat il 13 luglio 1793 lo fece sia per vendicare i girondini proscritti ma anche adducendo che lo considerava il mandante morale dei massacri, che Marat non ordinò di persona ma che approvò mentre erano ancora in corso in un articolo: 
(Marat e il Comitato di Controllo, comunicato del 2 settembre 1792)
Per evitare il ripetersi di massacri sommari da parte di sanculotti inferociti, Danton e Robespierre otterranno l'istituzione del Tribunale rivoluzionario, e pretesero che non si verificassero più esecuzioni senza tribunali regolari e linciaggi, ma che il compito di giudicare, assolvere o condannare alla ghigliottina o a pene minori, fosse affidato esclusivamente ad esso.
Robespierre, che aveva già incolpato delle stragi di settembre il ministro girondino Jean-Marie Roland per la sua inerzia, provocandone le dimissioni, convinto di dover dare una concezione legalitaria alla rivoluzione dopo le prime insurrezioni si oppose nel 1793 a nuovi linciaggi verso possibili innocenti non ancora giudicati. Mentre gli hébertisti e gli arrabbiati continuavano a richiedere misure d'emergenza durante l'estate dell'anno seguente, come il calmieramento di tutti i beni di prima necessità, l'assunzione nei posti pubblici dei patrioti e un'"infornata" di sospetti da destinare poi al massacro in un revival del settembre 1792, Robespierre oppose loro un programma inflessibile fatto di requisizioni nelle campagne e approvvigionamenti nella capitale, in misura tale da calmare la fame della popolazione e tagliare agli esponenti del Comune di Parigi (di cui, a ragione, non si fidava, fu difatti dalle loro file che uscirono molti dei congiurati del 9 termidoro) l'appoggio dei sanculotti.
Ciò permise di celebrare l'anniversario del 10 agosto in un clima sereno nonostante una vigilia che sembrava anticipare nuove stragi indiscriminate, evitando il ripetersi dei massacri di settembre. Tuttavia con la legge del 22 pratile anno II e le cospirazioni delle carceri il tribunale divenne un mero strumento repressivo senza appello e difesa, come richiesto da Barère. La caduta di Robespierre e le decisioni della Convenzione termidoriana ristabilirono la legalità, senza tuttavia evitare reazioni violente e omicidi da parte dei sanculotti, ad esempio con l'insurrezione del 1º pratile anno III.

## Le vittime nel clero

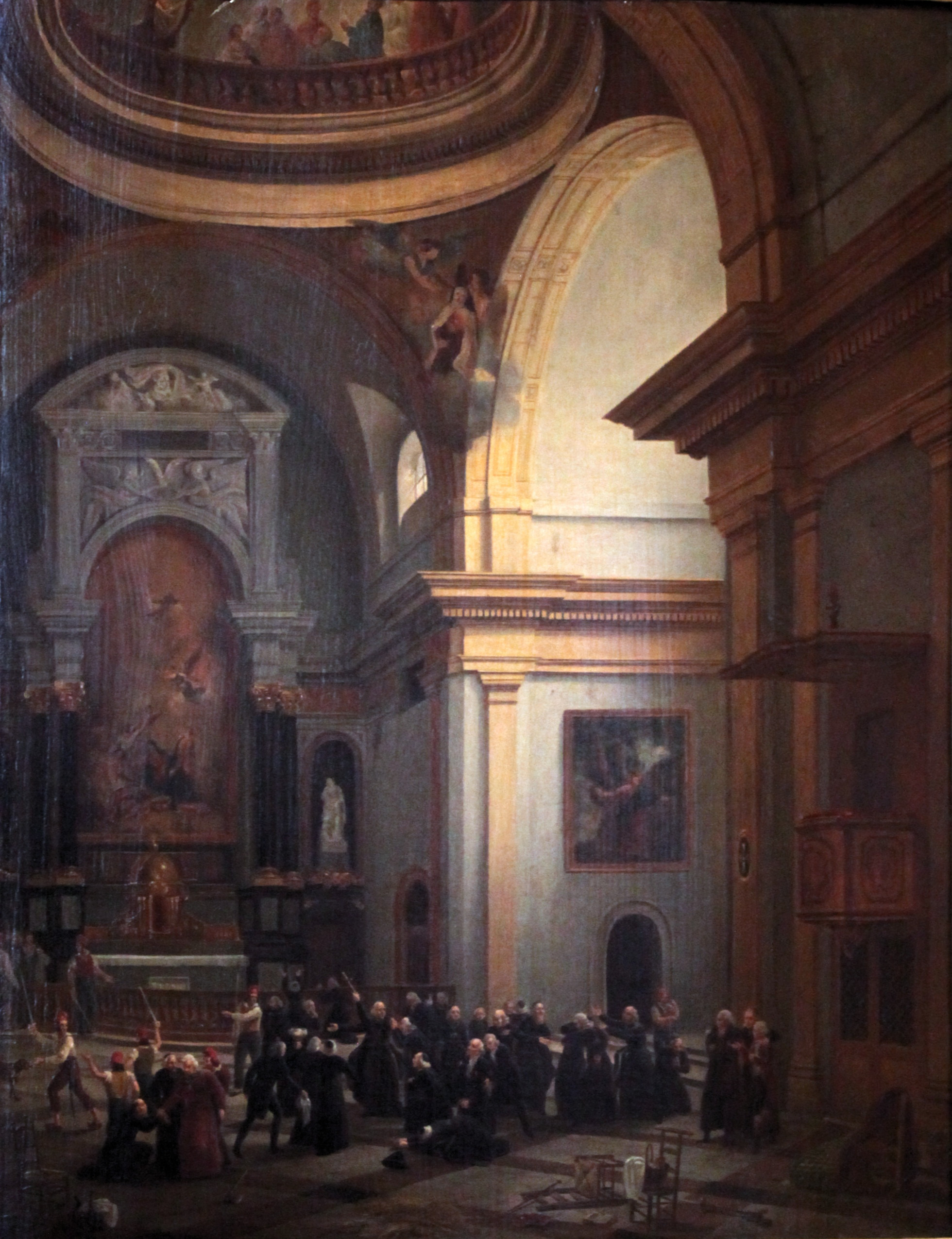
Il massacro dei Carmelitani di Marie-Marc-Antoine Bilcocq, (1820). Museo della Rivoluzione francese.

191 ecclesiastici, fra i quali 3 vescovi, furono massacrati in modo particolarmente violento, sotto la direzione del Maillard, esecutore degli ordini del Comitato di sorveglianza. Questi aveva installato un tribunale all'interno del convento dei carmelitani scalzi. Egli giudicò e condannò uno a uno tutti quelli che si presentavano dinnanzi a lui trascinativi con la forza. La porta dell'ormai ex convento si aprì a tutti quei religiosi che si erano rifiutati di prestare giuramento alla Costituzione civile del clero: varcando la soglia essi cadevano sotto le picche o le baionette. Il massacro del clero durò dal 2 al 5 settembre 1792.
L'arcivescovo di Arles, Jean-Marie du Lau d'Alleman, ed il suo vicario generale Armand de Foucauld de Pontbriand, i vescovi di  Beauvais e di Saintes, rispettivamente François-Joseph de La Rochefoucauld-Bayers ed il fratello Pierre-Louis de La Rochefoucauld-Bayers, furono arrestati nelle loro chiese e nei giorni dal 2 al 5 settembre furono massacrati nel giardino dell'Hotel des Carmes insieme a numerosi altri preti tra i quali il beato Ambroise-Augustin Chevreux, abate benedettino, superiore generale della  Congregazione benedettina di San Mauro, François Hébert, superiore generale della Congregazione di Gesù e Maria (Eudisti) e il prete secolare Joseph-Marie Gros.
Fra i preti, otto erano membri della municipalità locale del Québec di Saint-Sulpice e tra questi otto vi era André Grasset, prete della diocesi di Saintes, nato in Canada. Vi erano inoltre ventitré anziani gesuiti, che si erano rifiutati di prestare giuramento alla Costituzione civile del clero; tre di essi erano ben noti: Jacques Bonnaud, vicario generale di Lione, Guillaume-Antoine Delfaud, arciprete di Daglan, e Alexandre Lanfant, predicatore di corte. Tra le vittime anche il segretario generale dei Fratelli delle scuole cristiane fratello Nicolas Leclerc, e il sacerdote novello François Joseph Pey, anch'essi beatificati il 17 ottobre 1926 da papa Pio XI.

### I martiri di settembre
Il 17 ottobre 1926, riconosciutone il martirio in odium fidei, papa Pio XI beatificò 191 delle vittime dei massacri, quasi tutte sacerdoti. A loro il Martirologio Romano dedica quattro commemorazioni tra il 2 ed il 3 settembre (in base al giorno ed al luogo della morte).